# 帕氏寶麗魚
帕氏寶麗魚，為輻鰭魚綱鱸形目隆頭魚亞目慈鯛科的其中一種，分布於南美洲秘魯Aguaytía及Pachitea河流域，體長可達11.6公分，棲息在溪流中底層水域，生活習性不明，可作為觀賞魚。